# Делемон (футбольний клуб)
Футбольний клуб Делемон (фр. Sports-Réunis Delémont) — швейцарський футбольний клуб з міста Делемон. Клуб засновано 1909 року.

## Історія
Команда з франкомовної частини Швейцарії. Найбільші свої досягнення клуб має в Кубку Швейцарії, де він у 1982 році досяг півфіналу. 
Також ФК «Делемон» двічі виступав у Суперлізі в сезонах 2000—2001 і 2002—2003.

## Відомі гравці
- Овусу Бенсон